# Rochemaure
Rochemaure je naselje in občina v jugovzhodnem francoskem departmaju Ardèche regije Rona-Alpe. Leta 1999 je naselje imelo 1.870 prebivalcev.

## Geografija
Kraj se nahaja v pokrajini Languedoc 28 km jugovzhodno od središča departmaja Privas.

## Administracija
Rochemaure je sedež istoimenskega kantona, v katerega so poleg njegove vključene še občine Cruas, Meysse, Saint-Martin-sur-Lavezon, Saint-Pierre-la-Roche, Saint-Vincent-de-Barrès in Sceautres s 6.518 prebivalci. 
Kanton je sestavni del okrožja Privas.